# 세이가쿠인 중학교·고등학교
세이가쿠인 중고등학교(聖学院中学校・高等学校)는 도쿄도 기타구에 있는 사립 남자 일관제 중학교 및 고등학교이다.

## 연혁
- 1903년 : 세이가쿠인 신학교 설립
- 1904년 : 세이가쿠인 영어 야학원 설립
- 1906년 : 세이가쿠인 중학교 개교
- 1947년 : 학제 개혁에 따른 세이가쿠인 중학교로 개편
- 1948년 : 세이가쿠인 고등학교 개교 및 세이가쿠인 중고등학교로 개칭

## 주요 동문
- 시손 쥰